# 十文字大元
十文字 大元（じゅうもんじ だいげん、1868年11月28日（明治元年10月15日） - 1924年12月21日）は、日本の実業家、活動写真弁士、自彊術家である。金門製作所創立者、日本初の活動写真弁士のひとりであり、自彊術の命名者である。

## 人物・来歴
1868年（明治元年）、陸奥国遠田郡涌谷（現在の宮城県遠田郡涌谷町）に生まれる。父親は陸前仙台藩の支藩である涌谷藩の師範家・十文字秀雄、兄に政治家・実業家の十文字信介がいる。
1890年（明治23年）にアメリカ合衆国に渡り、カリフォルニア州サンフランシスコで過ごす。帰国して、1894年（明治27年）、東京・神田須田町に兄信介ともに十文字商会を開業する。のちに独立して開業する金門商会は、同地のゴールデンゲートブリッジ（金門橋）にちなんだものである。
女子高等師範（現在のお茶の水女子大学）出身の才媛・高畑ことと結婚、妻は十文字こととなる。
十文字兄弟の十文字商会に、神田錦町の錦輝館で東京初のヴァイタスコープの上映を行うとして、新居商会が発電のための石油エンジンを借りに来た。この縁で手伝うこととなり、1897年（明治30年）3月6日、同上映の際の弁士を務め、日本初の活動写真弁士の一人となった。このときの十文字の服装がフロックコートであったこと、「奇中の奇、妙中の妙」といった漢語をふんだんに用いた学術的講釈のスタイルをとったことが、東京での活動弁士のスタイルを決定付けたと、映画史家の田中純一郎はのちに語っている。
1904年（明治37年）、金門商会（のちの金門製作所）を創立、日本で初めてガスメーターおよび水道メーターを製造し、これを販売した。このころから神経痛を病み、ハワイで長期療養を行う。1907年（明治40年）ころからは、大橋新太郎らによる輸入品に席捲される。
1913年（大正2年）、代議士に立候補するが落選、選挙運動費1万2,000円内外を棒に振る。駒ヶ嶽國力のファンで、当時毎日のように両国の国技館（1917年焼失）に通い、声援を送った。
1916年（大正5年）、中井房五郎が考案した体操により、長年病んだ神経痛を治癒、これを十文字が「自彊術」と名づけ、普及に努める。1921年（大正10年）、『自彊術の解説と実験談』を実業之日本社から上梓する。翌1922年（大正11年）、妻ことは十文字学園（現在の十文字学園女子大学）の前身・文華高等女学校を設立する。ことも自彊術を身体教育に取り入れている。
1924年（大正13年）12月21日、死去した。満57歳没。

## ビブリオグラフィ
国立国会図書館蔵書。
- 『猟犬通』 - 『新撰十八大通』所収、編著・伊藤竹酔、出版・敬文館、1909年
- 『自彊術の解説と実験談』、出版・実業之日本社、1921年
- 『自彊術の真髄』、出版・十文字俊夫、1925年

伝記・評伝
- 『十文字大元』 - 『時勢と人物』、吉野鉄拳禅、大日本雄弁会、1915年
- 『十文字大元伝』、編著・出版・十文字大元伝記編纂会、1926年

## 註
1. ↑  『人事興信録 5版』人事興信所、1918年、し38頁。
2. 1 2 3 4 5 6 7 8  十文字大元、『講談社 日本人名大辞典』、講談社、コトバンク、2009年12月24日閲覧。
3. ↑  略歴「十文字信介逝く」東京日日新聞1908年8月14日『新聞集成明治編年史. 第十三卷』（国立国会図書館デジタルコレクション）
4. 1 2 3 4 5 6  『時勢と人物』、p.142-144.
5. ↑  「広告」『官報』1919年6月4日（国立国会図書館デジタルコレクション）
6. 1 2 3  十文字こと、『講談社 日本人名大辞典』、講談社、コトバンク、2009年12月24日閲覧。
7. 1 2 3  『日本映画史発掘』、田中純一郎、冬樹社、1980年、p.37-42.
8. ↑  自彊術の解説と実験談、国立国会図書館、2009年12月24日閲覧。
9. ↑  OPAC NDL 検索結果、国立国会図書館、2009年12月24日閲覧。